# Myrtjärnen (Jörns socken, Västerbotten, 721728-170953)
Myrtjärnen är en sjö i Skellefteå kommun i Västerbotten och ingår i Kågeälvens huvudavrinningsområde. Sjön har en area på 0,117 kvadratkilometer och ligger 259 meter över havet. Sjön avvattnas av vattendraget Myrtjärnbäcken.

## Delavrinningsområde
Myrtjärnen ingår i det delavrinningsområde (721673-170969) som SMHI kallar för Mynnar i Häbbersbäcken. Medelhöjden är 274 meter över havet och ytan är 3,77 kvadratkilometer. Det finns inga avrinningsområden uppströms utan avrinningsområdet är högsta punkten. Myrtjärnbäcken som avvattnar avrinningsområdet har biflödesordning 3, vilket innebär att vattnet flödar genom totalt 3 vattendrag innan det når havet efter 48 kilometer. Avrinningsområdet består mestadels av skog (67 procent) och sankmarker (17 procent). Avrinningsområdet har 0,12 kvadratkilometer vattenytor vilket ger det en sjöprocent på 12,8 procent.